# اردستد
شهر اردستد (به فرانسوی: Herk-de-Stad) در شهرستان اسلت در استان لمبورگ در منطقه فلاندری در کشور بلژیک واقع شده‌است.